# Osowno
Osowno – wieś w Polsce położona w województwie lubelskim, w powiecie radzyńskim, w gminie Borki.
Wieś szlachecka Osówno położona była w drugiej połowie XVI wieku w ziemi łukowskiej województwa lubelskiego. W latach 1975–1998 miejscowość administracyjnie należała do ówczesnego województwa lubelskiego.
Wieś stanowi sołectwo gminy Borki. Według Narodowego Spisu Powszechnego z roku 2011 wieś liczyła 448 mieszkańców.
Wierni Kościoła rzymskokatolickiego należą do parafii Narodzenia Najświętszej Maryi Panny w Woli Osowińskiej.

## Części wsi
| SIMC    | Nazwa | Rodzaj    |
| ------- | ----- | --------- |
| 1024050 | Laski | część wsi |

## Historia
Osowno w roku 1447 pisane „Osschowno” wieś położona 10 km północny wschód od Kocka w ówczesnym powiecie łukowskim parafii Kock (dawniej Kocko). Wieś była własnością szlachecką w 1447 roku sąd polubowny przysądza dziesięciny z Osowna plebanowi w Kocku, także w 1529 dziesięciny z całej wsi w wysokości 5 grzywien oddawano plebanowi w Kocku (Liber Retaxationum 424). W latach 1531–1533 odnotowano w księgach poborowych pobór z 2 łanów i młyna. W wykazie wsi parafii kockiej z lat 1531–1533 wiadomo że do parafii należą także Dębica, Osowno, Serocko, Tchórzów, Wola Osowieńska, Wrzosów.
Urodził się tu Kazimierz Jeleń (ur. 27 stycznia 1888, zm. wiosną 1940 w Katyniu) – major lekarz w stanie spoczynku Wojska Polskiego, kawaler Krzyża Walecznych, ofiara zbrodni katyńskiej.